# Los paranoicos
Los paranoicos és una pel·lícula argentina de 2008 dirigida per Gabriel Medina, escrita per Medina i Nicolás Gueilburt i protagonitzada per Daniel Hendler i Jazmín Stuart. Los paranoicos, el primer llargmetratge de Medina, està catalogat com a comèdia i se li sumen altres gèneres com el romàntic, el drama i el coming-of-age. La trama gira entorn de Luciano Gauna (Hendler), un home de trenta anys introvertit que aspira a convertir-se en guionista però anima festes infantils; la seva vida es veu modificada per l'arribada de Manuel (Walter Jakob) —un amic de la seva joventut que arriba després de tenir èxit com a productor de televisió a Espanya— i la seva promesa Sofía (Stuart), que sent atracció per la peculiar personalitat de Gauna.
El film es va estrenar al Buenos Aires Festival Internacional de Cinema Independent i també es va projectar al Festival Internacional de Cinema de Toronto, abans d'arribar a les sales de cinema argentines el 23 d'octubre de 2008. Malgrat tenir resultats pobres a la taquilla, la pel·lícula va obtenir el Gran Premi del Jurat i el premi al millor actor (Hendler) al Festival de Cinema Llatinoamericà de Biarritz i el Premi a la millor òpera prima al Festival de Cinema de Lima. Al moment de la seva estrena, gran part de les ressenyes van coincidir en el bon acompliment de Hendler en el rol de Luciano Gauna. Així mateix, amb el pas del temps, diversos crítics de cinema van esmentar Los paranoicos com un dels millors films argentins de la dècada i alguns s'han referit a ella com una pel·lícula de culte.
La pel·lícula va estar influenciada per la novel·la El sueño de los héroes d'Adolfo Bioy Casares, segons el director, respecte al «heroisme i la covardia, de com pesa la mirada de l'altre». Al mateix temps, el director de Los paranoicos es va basar en ell mateix per a crear el personatge principal. L'estil del film també va ser comparat amb els treballs del director Martín Rejtman i amb Punch-Drunk Love de Paul Thomas Anderson.

## Argument
Luciano Gauna (Daniel Hendler) és un home de trenta anys de tarannà retret que des de fa molt temps està tractant d'escriure un guió de cinema, al mateix temps que es guanya la vida treballant com a animador de festes infantils a Buenos Aires. Després d'enviar al seu millor amic i company de treball a l'hospital amb un cop de porta accidental a la gola, Luciano es retroba amb un amic que no veia des de feia anys. El seu amic, Manuel (Walter Jakob), acaba de tornar d'Espanya al costat de la seva núvia Sofía (Jazmín Stuart) per a encarregar-se de la producció de la versió argentina de «Los Paranoicos», una sèrie de televisió que ha estat un èxit a Espanya.
Abans de marxar per feina cap a Xile, Manuel li demana a Luciano que li presti medicaments per a dormir a Sofia. Luciano arriba a la casa dels pares de Manuel —on s'estaven quedant temporalment— i es troba amb Sofia, que després d'una discussió amb la mare de Manuel, es retira de la casa al costat de Luciano i el seu equipatge. Ell l'acompanya a un restaurant on li ofereix els medicaments però ella els rebutja. A través de Sofia, Luciano descobreix que el personatge de «Los Paranoicos» no sols està inspirat en ell sinó que també es diu «Luciano Gauna»; el fet el molesta però no li ho expressa a Manuel. Al no tenir on quedar-se, Sofía passa aquesta nit al departament de Luciano. Durant el temps que Sofia i Luciano conviuen, la proximitat sentimental entre tots dos creix.
Després del retorn de Manuel, aquest es reuneix amb Luciano i li ofereix encarregar-se de l'adaptació i producció de la sèrie a l'Argentina, treballant en una oficina, sent supervisat per Manuel i cobrant un sou molt elevat. Luciano, incòmode, evita donar-li una resposta específica a la proposta i li diu que ho pensarà. Abans que es retiri, Manuel el convida a una festa de la productora de la sèrie. La nit següent, Luciano assisteix a la festa on es troba amb Manuel i Sofía. Mentre Manuel es troba atenent altres assumptes, Luciano i Sofía comencen a ballar. Quan Manuel torna i els troba, surt del lloc amb ella i tenen una discussió. Poc després, Luciano surt i es troba a Manuel només, que, sorprès, l’increpa. Luciano li pregunta cap a quina direcció ha marxat Sofia i, després de córrer, l'enxampa.

## Repartiment

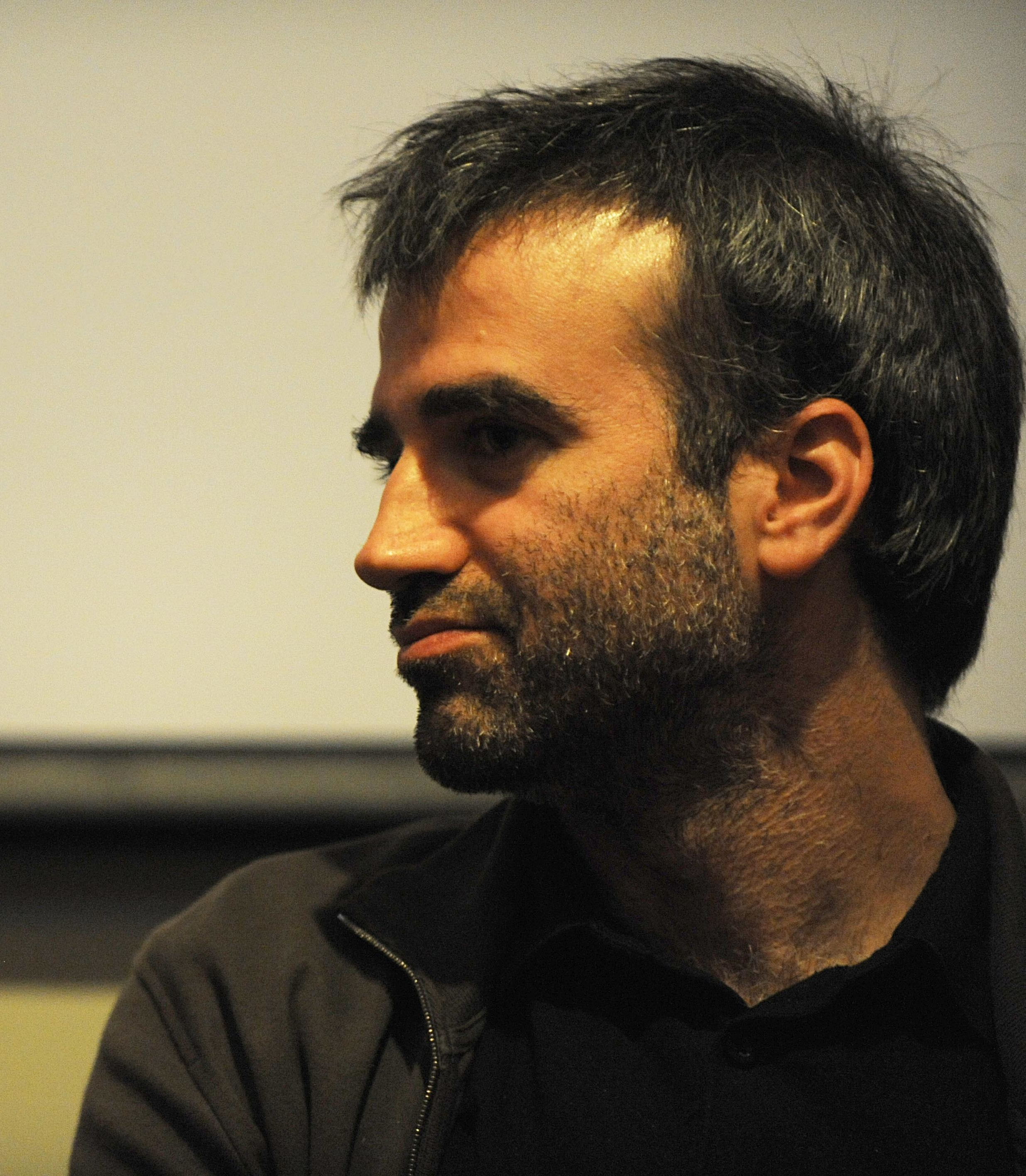
Daniel Hendler dijo Daniel Hendler va dir sobre el seu personatge: «És entre fòbic, reprimit i paranoic. Té una força interior que encara no ha expandit i una brega important que no aconsegueix fer fluir, i el torna autodestructiu».

- Daniel Hendler com Luciano Gauna
- Jazmín Stuart com Sofía
- Walter Jakob com Manuel Sinovieck
- Martín Feldman com Martín Sherman
- Miguel Dedovich com Dodi

## Antecedents i producció
Los paranoicos és el primer llargmetratge del director Gabriel Medina, que anteriorment havia treballat en cinema i televisió com a productor, editor, continuista, assistent de direcció i guionista, a més d'haver dirigit alguns curtmetratges. Va ser a la Universidad del Cine de San Telmo on va conèixer l’actriu Jazmín Stuart, co-protagonista de Los paranoicos. Des que va començar a escriure el guió es va mantenir en converses amb Stuart sobre el projecte perquè volia que ella interpretés a Sofia. Anys més tard, Medina va conèixer a Daniel Hendler durant la filmació de El fondo del mar, pel·lícula que Hendler protagonitzava i on Medina era assistent del director. En aquests dies, Medina li va comentar a Hendler sobre un projecte titulat Punk; més tard va acabar un guió, va pensar en ell i es van reunir.
A causa de l'escena en la qual Gauna balla sol a la seva casa, el director no estava convençut si el paper anava a ser de Hendler, perquè era un actor «molt seriós». Hendler va comentar: «Li vaig preguntar per la música. Era “Féretro”, de Todos Tus Muertos. A casa, amb gran destresa tecnològica, em vaig baixar el tema d'internet i em vaig filmar fent el playback. Li vaig enviar el material, en una espècie d'autocàsting». Després de veure l'enregistrament, Medina va dir: «és ell». Stuart va comentar que des del començament de la filmació es va sentir còmoda actuant al costat de Hendler; era la primera vegada que treballaven junts —i el van tornar a fer per a protagonitzar Fase 7—, l'actriu va comentar posteriorment: «És increïble el treball que fa Hendler a Los paranoicos i el de Walter Jacob, també un actoràs». Per al seu personatge, Daniel Hendler va perdre deu quilos, «va ser la primera vegada que vaig produir un canvi físic per a compondre», va comentar l'actor, a més va tornar a fumar en la seva vida diària després d'interpretar al seu personatge, un fumador.
Va ser filmada a l'inici de l'any 2007 en Buenos Aires. Segons Medina, tot el procés de realització va portar al voltant de quatre anys des que va començar a escriure el guió. Sobre l'origen del projecte, el director va declarar: «Los Paranoicos va sorgir com la necessitat de retratar un món que estava relacionat a la meva generació, la meva vida, la vida dels meus amics i dels amics dels meus amics. Veia que nosaltres no érem presents al cinema nacional, que no es plantejaven conflictes ni mons com els que vaig treballar en la pel·lícula».
Els compositors Lisandro Aloi i Guillermo Guareschi van ser els encarregats de realitzar la banda sonora de la pel·lícula. Guareschi, que només va tenir una setmana per a compondre la música, va comentar sobre aquesta experiència: «L'aire “dens” existia dins i fora de la pel·lícula, Daniel Hendler tenia un personatge atabalat i d'un cert estancament i confusió i el que succeïa “fora de la pel·lícula” també estava reflectint en el contingut d'aquesta».
El personatge principal, Luciano Gauna, presa el seu cognom d'Emilio Gauna, personatge de la novel·la El sueño de los héroes escrita per Adolfo Bioy Casares. Aquesta novel·la va ser una influència per a la pel·lícula. La major influència del director per a crear el personatge va ser si mateix, sobre això Stuart va comentar: «Gauna es corporiza en Daniel, però per a mi és Gabriel». Com va confirmar el propi director, Gauna és el seu alter ego: «La pel·lícula soc jo». El guió va ser escrit quan encara Hendler no estava lligat al projecte, més tard es va reescriure ja amb Hendler en el paper de Gauna. Moltes de les situacions de la pel·lícula estan basades en la realitat, així ho va confirmar Medina: «La majoria de les històries i de les anècdotes que passen en la pel·lícula són meves, d'amics meus, d'amics del guionista, d'amics d'amics. És una història composta per mini històries».

## Rebuda

### Estrena i taquilla
La pel·lícula es va projectar el 10 d'agost de 2008 al cine Monumental de Rosario com a part de la desena edició del Buenos Aires Festival Internacional de Cinema Independent, on va competir en la selecció oficial internacional. Al mes següent, el film es va estrenar internacionalment en el Festival Internacional de Cinema de Toronto. Los paranoicos va arribar als cinemes de Buenos Aires el 23 d'octubre; va ser projectada en només vint sales, sent vista per 4.145 persones i recaptant 58.838 pesos en quatre dies. La baixa quantitat d'entrades venudes es va deure, en part, a la competència en la taquilla que incloïa a Cremeu-ho després de llegir-ho dels germans Coen i Fast Food Nation de Michael Moore; com a conseqüència, la poca sort inicial amb el públic va fer que Los paranoicos romangués poc temps en cartell. A fins de desembre es va projectar en el Festival Internacional del Nou Cinema Llatinoamericà de l'Havana i a l'any següent va arribar a altres festivals com South by Southwest, San Francisco, Seattle i Biarritz a França.
Al juliol de 2009 va ser llançada en DVD a l'Argentina. El mateix any, la productora Oscilloscope Laboratories d'Adam Yauch va obtenir els drets de distribució de la pel·lícula. Als Estats Units va tenir un estrena limitada al gener de 2010 i va ser editada en DVD en 2011, amb el títol The Paranoids.

### Crítica
A Argentina, Miguel Frías de Clarín va escriure: «Amb grans actuacions; un clima claustrofòbic de film de terror (els tancaments de Gauna transmeten la seva por a l'exterior); i una pulsió sexual tibada a l'extrem, Medina combina elements narratius clàssics, sorpreses d'autor i final de western urbà sentimental. Cada seqüència està carregada de sentit, però la pel·lícula flueix amb aparent levitat. Talent d'un director que no sembla debutant». També va ser ben rebuda a La Nación, on Diego Batlle va escriure: «Los paranoicos o sols té alguna cosa de Szifron i de Rejtman sinó que beu a més de referents literaris (El sueño de los héroes, d'Adolfo Bioy Casares) i de models estrangers com Punch-Drunk Love, de l'estatunidenc Paul Thomas Anderson, per a construir una comèdia romàntica asordinada, enrarida, contradictòria, plena de troballes, però també d'alts i baixos». En un altre article per al diari Clarín, Fredes també va esmentar la influència de la novel·la de Bioy Casares en la cinta, especialment en el triangle interpretatiu format per Hendler, Stuart i Jakob. Luciano Monteagudo del diari Página/12 va afirmar que les situacions del film tenen «una identitat molt portenya, amb personatges sempre recognoscibles, als quals no obstant això el director Medina –esquivant els perills del costumisme– evita convertir en estereotips, estan entre el millor de la pel·lícula». A més va agregar que Hendler «s'apropia de la pel·lícula». Juan Carlos Fontana de La Prensa va descriure la pel·lícula com «una història existencial i poètica sobre joves, com a poques vegades els nous directors han sabut resoldre» i va elogiar el treball de Hendler, afirmant que «aconsegueix un dels millors treballs actorals de la seva carrera».
El crític Stephen Holden de The New York Times va publicar: «Los paranoicos està tan ben actuada i té tan bon ull per als detalls (el poster dels Ramones a l'apartament de Luciano certifica la seva negativitat) que esperes que les seves peces encaixin en una cosa més gran. Però igual que el seu personatge principal, aquesta intel·ligent i enginyosa pel·lícula amb humor es ven malament a si mateixa». El setmanari Variety va ressaltar el treball de fotografia, muntatge, música i disseny de producció per a aconseguir la «contínua atmosfera de lleu malestar i inquietud». En la crítica de The Hollywood Reporter es va dir que el director Medina «és incapaç de fer-nos interessar prou pels seus principals personatges malgrat una actuació de Hendler més que convincent». Scott Tobias de The A.V. Club va dir que Medina «afortunadament es queda curt abans de fer una gran declaració generacional», però la pel·lícula «fa una bona feina descrivint la cultura i actituds juvenils de Buenos Aires».
Quatre anys després de la seva estrena, escrivint per al diari La Nación, Javier Porta Fouz es va referir a Los paranoicos com «una de les millors pel·lícules» argentines de la dècada de 2000 i subarrayó l'ús de la música, la narració del director i els personatges, agregant a més que al moment de la seva arribada als cinemes argentins la cinta va ser «injustament defugida». En una nota posterior per a la Rolling Stone, Porta Fouz va esmentar Los paranoicos com una de les cinc «comèdies independents argentines del segle vint-i-un».Altres crítics també la van incloure en les seves llistes de les millors pel·lícules argentines de la dècada: Carlos Federico Rey la va col·locar en el número set, Hernán Panessi la va col·locar en el número nou i el director Nicolás Teté la va col·locar en el número deu. El cineasta Sebastián De Caro va elogiar la pel·lícula en general i especialment les escenes de ball de Hendler sol i on balla amb Stuart, afirmant que es va tractar d'una «gran seqüència musical en la història argentina». A més va enaltir la fotografia i la banda sonora. Alguns mitjans s'han referit a Los paranoicos com a pel·lícula de culte.

### Premis
En 2009, la pel·lícula va rebre els premis al millor actor (Hendler) i òpera primal (Medina) al Festival de Cinema de Lima, i el premi al millor actor (Hendler) i el premi del jurat (Medina) en el Festival de Cinema Llatinoamericà de Biarritz a França. El mateix any Los paranoicos va guanyar un premi en la categoria ficció del Festival Internacional de Cinema Contemporani de Mèxic. A més va ser nominada en les categories de millor òpera prima i revelació femenina (Stuart) als Premis Cóndor de Plata 2009.
| Organització                                                       | Categoria                | Guanyadors i nominats | Resultat  | Ref(s) |
| ------------------------------------------------------------------ | ------------------------ | --------------------- | --------- | ------ |
| Buenos Aires Festival Internacional de Cinema Independent (BAFICI) | Millor pel·lícula        | Gabriel Medina        | Nominat   | [ 48 ] |
| Premis Cóndor de Plata                                             | Revelació femenina       | Jazmín Stuart         | Nominat   | [ 50 ] |
| Premis Cóndor de Plata                                             | Millor opera prima       | Gabriel Medina        | Nominat   | [ 50 ] |
| Festival de Cinema Llatinoamericà de Biarritz                      | Millor actor             | Daniel Hendler        | Guanyador | [ 51 ] |
| Festival de Cinema Llatinoamericà de Biarritz                      | Premi especial del jurat | Gabriel Medina        | Guanyador | [ 51 ] |
| Festival de Cinema de Lima                                         | Millor actor             | Daniel Hendler        | Guanyador | [ 52 ] |
| Festival de Cinema de Lima                                         | Millor opera prima       | Gabriel Medina        | Guanyador | [ 52 ] |
| Festival Internacional de Cinema Contemporani (FICCO)              | Millor pel·lícula        | Gabriel Medina        | Guanyador | [ 53 ] |

## Música
La banda sonora va ser composta per Guillermo Guareschi. L'àlbum de banda sonora va ser editat per la discogràfica Ultrapop i va estar compost per cançons rock i pop.
| Núm. | Títol                | Intèrpret                       | Durada |
| ---- | -------------------- | ------------------------------- | ------ |
| 1.   | «El Féretro»         | Todos Tus Muertos               |        |
| 2.   | «Amigo Piedra»       | Él Mató a un Policía Motorizado |        |
| 3.   | «Luces»              | Lobo                            |        |
| 4.   | «El Fondo de la Mer» | Guillermo Guareschi             |        |
| 5.   | «El Tiempo»          | Hamacas al Río                  |        |
| 6.   | «¿Que te importa?»   | Lobo                            |        |
| 7.   | «Blues»              | Guillermo Guareschi             |        |
| 8.   | «Varieteppapufe»     | Siga la Flecha                  |        |
| 9.   | «Nada de Nada»       | Farmacia                        |        |
| 10.  | «Final»              | Guillermo Guareschi             |        |
| 11.  | «Así»                | Doris                           |        |